# Françoise Castex

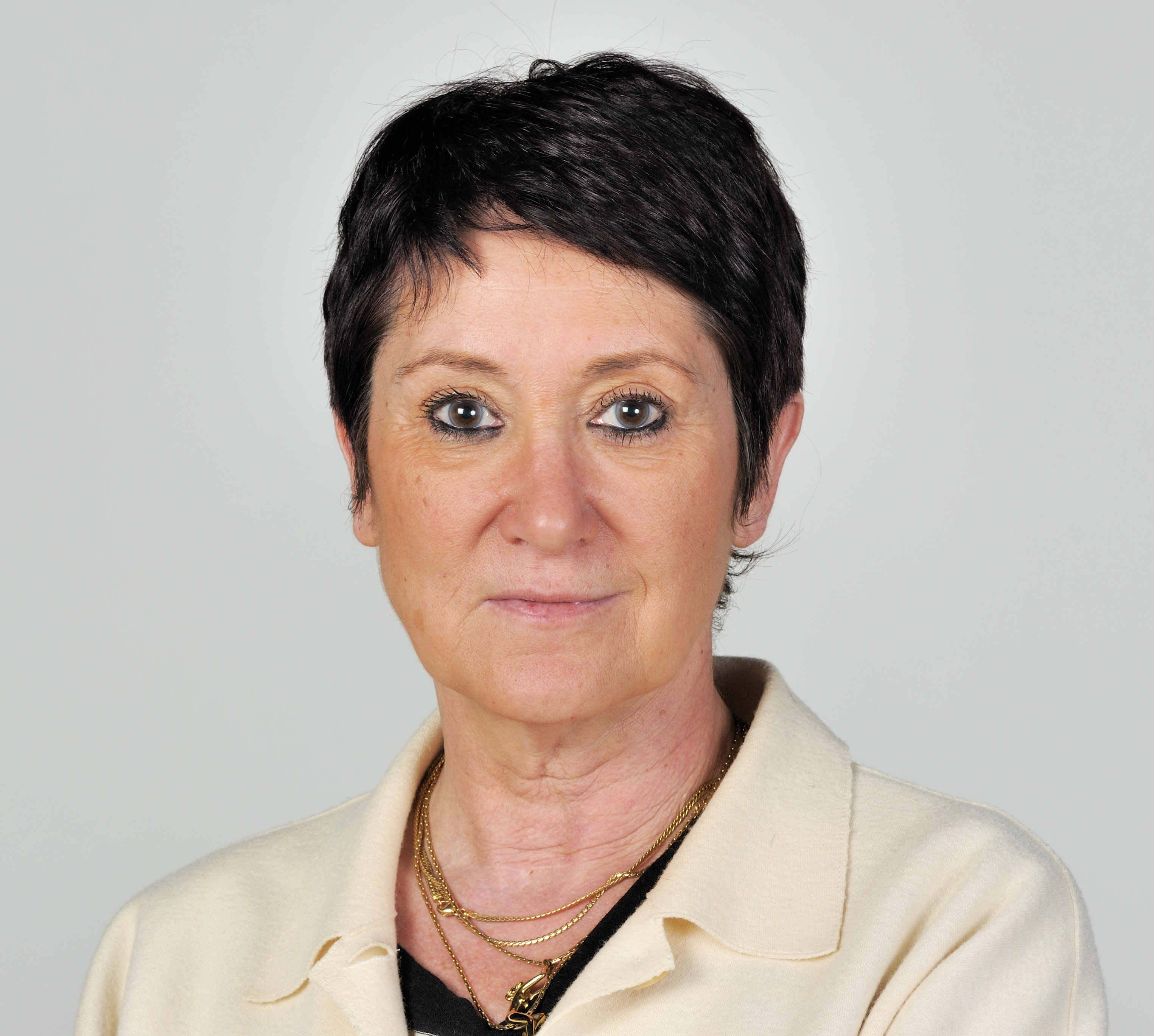
Françoise Castex (2014)

Françoise Castex (n. 7 februarie 1957, Agadir, Maroc) este o politiciană franceză.
Din 2004 este membră al Parlamentului European din partea sud-vestul Franței și al Partidul Socialist francez.
Este activă în calitate de membră în cadrul comisiei de comerț internațional, și este supleantă în cadrul comisile de dezvoltare și de ocuparea forței de muncă și afaceri sociale. Este și membră din delegația pentru relațiile cu consiliul legislativ palestinian.
1. 1 2  Who's Who in France
2. ↑  Deputații în Parlamentul European